# 力道山十三回忌追善特別大試合
力道山十三回忌追善特別大試合（りきどうざんじゅうさんかいきついぜんとくべつだいしあい）は、1975年12月11日に日本武道館で開催されたプロレス興行。

## 概要
1963年に急逝した日本プロレスの主力選手である力道山の13回忌を記念して百田家が主催して行った特別試合である。全日本プロレスが主催した「オープン選手権」に出場した多くの選手が出場して観衆14500人を集めて行われた。
新日本プロレスは開催発表前である1975年10月13日、10月24日に全41戦の日程で開幕する「闘魂シリーズ第2弾」に於いて、12月11日に蔵前国技館で開催すりことを先に発表したため不参加となった（本興行の開催の正式発表は10月29日）。試合開始前にはコロムビア・トップの進行による追悼式も行われて田宮二郎による挨拶、三橋美智也による歌謡ショーが行われた。

## 試合結果
1. 11人参加バトルロイヤル　優勝：桜田一男（8分49秒　高千穂明久とアニマル浜口を体固め）（参加選手：高千穂明久、アニマル浜口、グレート小鹿、寺西勇、大熊元司、田中忠治、ミツ・ヒライ、大位山勝三、桜田一男、肥後宗典、園田一治）
2. 15分1本勝負　伊藤正男対渕正信（9分20秒　体固めで伊藤の勝利）
3. 30分1本勝負タッグマッチ　百田光雄&マシオ駒対鶴見五郎&米村勉（13分5秒　鶴見組のリングアウトで百田組の勝利）
4. 30分1本勝負　アントン・ヘーシンク対ケン・マンテル（9分40秒　体固めでヘーシンクの勝利）
5. 30分1本勝負　グレート草津対ホースト・ホフマン（11分7秒　両者リングアウトにより引き分け）
6. 30分1本勝負　パット・オコーナー&ミスター・レスリング対テキサス・アウトローズ（ディック・マードック&ダスティ・ローデス）（30分時間切れにより引き分け）
7. 30分1本勝負　ドン・レオ・ジョナサン対サムソン・クツワダ（10分49秒　体固めでジョナサンの勝利）
8. 30分1本勝負　ラッシャー木村対バロン・フォン・ラシク（11分5秒　逆エビ固めで木村の勝利）
9. 時間無制限1本勝負　大木金太郎対アブドーラ・ザ・ブッチャー（5分45秒　両者リングアウトにより引き分け）
10. NWA世界ジュニアヘビー級選手権60分3本勝負　ヒロ・マツダ対マイティ井上（2勝1敗でマツダのタイトル防衛）
  1. 11分49秒　片エビ固めでマツダの勝利
  2. 3分29秒　体固めで井上の勝利
  3. 2分18秒　エビ固めでマツダの勝利
11. 60分3本勝負　ジャイアント馬場&ザ・デストロイヤー対ドリー・ファンク・ジュニア&ジャンボ鶴田（2勝1敗で馬場組の勝利）
  1. 13分56秒　ドリーへの体固めでデストロイヤーの勝利
  2. 2分27秒　デストロイヤーへの片エビ固めで鶴田の勝利
  3. 5分29秒　鶴田へのエビ固めでデストロイヤーの勝利

## テレビ中継
日本テレビ『全日本プロレス中継』では大木VSブッチャーのみ放送され、東京12チャンネル（現：テレビ東京）『国際プロレスアワー』では草津VSホフマン、木村VSラシク、ジョナサンVSクツワダ、マツダVS井上の4試合が放送された。

## 備考
この大会の終了後、オープン選手権に出場した選手の多くが負傷などを理由に大会出場を辞退、棄権する選手が相次いだ。また、「頭突き世界一決定戦」と銘打たれた大木対ブッチャーの試合の前にハーリー・レイスが、この前日の12月10日に岐阜市民センター大ホールで行われたオープン選手権公式戦でそのブッチャーとの死闘の末、両者リングアウト（両者負け扱いの引き分け）となり、試合後も両者が2階席まで殴り合いをした末、負傷の為に棄権したことについて、レイスがスピーチ中に「ブッチャーには必ず復讐する」と述べた後、そのブッチャーが乱入し、レイスに対して襲撃・挑発を行ったとされている。さらに試合後にはリングアナウンサーである百田義浩に対しても襲撃、流血した。これをきっかけに、百田はリングアナウンサーからプロレスラーへ転向するための修業を経て、1978年に正式にプロレスラーデビューを果たすこととなった。この裏で、蔵前国技館では「闘魂シリーズ第2弾」の最終戦として、アントニオ猪木対ビル・ロビンソンのNWF世界選手権が開催されている。後に猪木は、2011年8月27日に開催された「INOKI GENOME 〜Super Stars Festival 2011〜」にて、本興行の写真を見せられた途端、3階席に空席が目立っていたことを指摘して笑い飛ばしていたという。

## 参考
- 12月11日 力道山13回忌追善特別大試合 東京・日本武道館
- 『週刊プロレスSPECIAL 日本プロレス事件史 Vol.8』ベースボール・マガジン社、2015年。ISBN 9784583622699。